# Dendropsophus decipiens
Dendropsophus decipiens es una especie de anfibios de la familia Hylidae. Es endémica de Brasil.
Sus hábitats naturales incluyen bosques tropicales o subtropicales secos y a baja altitud, sabanas secas y húmedas, zonas de arbustos, praderas a baja altitud o parcialmente inundadas, marismas de agua dulce, corrientes intermitentes de agua, pastos y zonas previamente boscosas ahora muy degradadas